# 코데즈컴바인
코데즈컴바인(영어: Codes Combine)은 서울특별시 강남구 논현로145길 66 (논현동)에 본사를 둔 여성 캐주얼 의류 기업이다.

## 논란
- 2016년 전 대표이사가 세무조사에서 세금 포탈로 적발돼 1천억원대 세금 폭탄을 맞자 추징세액을 납부할 자금 마련을 위해 주식 시세를 조작하고 직원 임금을 체불한 혐의로 1심에서 실형을 선고받은 적이 있다.[6]
- 김보선 코데즈컴바인 회장의 아들 김상현 이사가 100% 지분을 보유한 코앤컴이 총 250억원에 ‘codes combine’ 상표권과 재고자산을 취득하고 이를 활용해 코앤컴은 코데즈컴바인 이너웨어 사업을 하여 대규모 이익을 거둬들이고 코데즈컴바인은 이에 5분의 1 불과한 수익만 올려서 논란이 되고 있다.[7]

### 참조주
1. ↑  “본점소재지변경”.
2. ↑  “대표이사변경”. 2025년 3월 26일.
3. ↑  “최대주주변경”.
4. ↑  “장효원, 코데즈컴바인①김보선 회장, 주가 떨어지자 아들 회사로 지분 넘겨”. 《아시아경제》. 2024년 4월 1일.
5. ↑  “반기보고서 (2025.06)”.
6. ↑  김상현, 동대문신화 코데즈컴바인 前대표 주가조작 실형, TIN 뉴스, 2016년 1월 12일
7. ↑  장효원, 코데즈컴바인 ②이너웨어로 오너 아들만 대박…본사 이익은 부진, 아시아경제, 2024-04-03

### 내용주
1. ↑  경영효율성 제고